# Provincia de Songjiang
Songjiang o Sungkiang (chino: 松江省, pinyin: Sōngjiāng Shěng, Wade–Giles: Sung-chiang Sheng) fue una provincia del noreste de China establecida en 1947. Comprendía un área de 82.880 kilómetros cuadrados, estaba dividida en 15 distritos y tenía por capital provincial a la ciudad de Mudanjiang.
Fue una de las nueve provincias creadas en Manchuria por el gobierno nacionalista chino después de la Segunda Guerra Mundial. Ya que nunca los nacionalistas obtuvieron el control efectivo de Manchuria, la provincia sólo existía sobre el papel. Limitaba al este con la Unión Soviética, y en parte de la frontera sur corrían los ríos Nen y Songhua. En 1954, Songjiang se fusionó con la provincia de Heilongjiang de la República Popular China.